# Rubus paxii
Rubus paxii är en rosväxtart som beskrevs av W.O. Focke. Rubus paxii ingår i släktet rubusar, och familjen rosväxter. Inga underarter finns listade i Catalogue of Life.